# Simen Spieler Nilsen
Simen Spieler Nilsen (* 4. srpna 1993 Arendal) je norský rychlobruslař.
Ve Světovém poháru juniorů startoval poprvé v roce 2009, v téže sezóně debutoval i na juniorském světovém šampionátu, odkud si v následujících letech odvezl několik medailí. V závodech Světového poháru nastupuje od roku 2012. Zúčastnil se Zimních olympijských her 2014, kdy norskému týmu pomohl ve stíhacím závodě družstev k páté příčce; v individuálních startech skončil na 25. místě (5000 m) a na 36. místě (1500 m). Na Mistrovství světa 2016 získal stříbrnou medaili ve stíhacím závodě družstev. O rok později pomohl norskému týmu v této disciplíně k bronzu. Startoval na Zimních olympijských hrách 2018, kde v závodě na 5000 m skončil na 13. místě a ve stíhacím závodě družstev získal zlatou medaili.